# Salticus
Salticus es un género de arañas araneomorfas de la familia Salticidae (arañas saltadoras).

## Especies
- Salticus afghanicus Logunov & Zamanpoore, 2005 — Afganistán
- Salticus aiderensis Logunov & Rakov, 1998 — Turkmenistán
- Salticus alegranzaensis Wunderlich, 1995 — Islas Canarias
- Salticus amitaii Prószyński, 2000 — Israel
- Salticus annulatus (Giebel, 1870) — Sudáfrica
- Salticus austinensis Gertsch, 1936 — USA, México, América Central
- Salticus beneficus (O. P-Cambridge, 1885) — Yarkand
- Salticus brasiliensis Lucas, 1833 — Brasil
- Salticus canariensis Wunderlich, 1987 — Islas Canarias
- Salticus cingulatus (Panzer, 1797) — Paleártico
- Salticus confusus Lucas, 1846 — España, Córcega, Bulgaria y Argelia
- Salticus conjonctus (Simon, 1868) — Francia, Italia
- Salticus devotus (O. P.-Cambridge, 1885) — Yarkand
- Salticus dzhungaricus Logunov, 1992 — Kazajistán, Turkmenistán
- Salticus flavicruris (Rainbow, 1897) — Nueva Gales del Sur
- Salticus gomerensis Wunderlich, 1987 — Islas Canarias
- Salticus iteacus Metzner, 1999 — Grecia
- Salticus jugularis Simon, 1900 — Queensland
- Salticus kraali (Thorell, 1878) — Amboina
- Salticus latidentatus Roewer, 1951 — Rusia, Mongolia, China
- Salticus major (Simon, 1868) — Portugal, España, Francia
- Salticus mandibularis (Simon, 1868) — Grecia
- Salticus marenzelleri Nosek, 1905 — Turquía
- Salticus meticulosus Lucas, 1846 — Argelia
- Salticus modicus (Simon, 1875) — Francia
- Salticus mutabilis Lucas, 1846 — Europa, Azores, Georgia, Argentina
- Salticus noordami Metzner, 1999 — Grecia
- Salticus olivaceus (L. Koch, 1867) — España a Israel
- Salticus palpalis (Banks, 1904) — USA
- Salticus paludivagus Lucas, 1846 — Argelia
- Salticus peckhamae (Cockerell, 1897) — USA
- Salticus perogaster (Thorell, 1881) — Yule Island (Nueva Guinea)
- Salticus propinquus Lucas, 1846 — Mediterráneo
- Salticus proszynskii Logunov, 1992 — Kirguistán
- Salticus quagga Miller, 1971 — Hungría, Eslovaquia
- Salticus ravus (Bösenberg, 1895) — Islas Canarias
- Salticus scenicus (Clerck, 1757) — Holártica
- Salticus scitulus (Simon, 1868) — Córcega, Sicilia
- Salticus tricinctus (C. L. Koch, 1846) — Israel a Asia Central
- Salticus truncatus Simon, 1937 — Francia
- Salticus turkmenicus Logunov & Rakov, 1998 — Turkmenistán
- Salticus unciger (Simon, 1868) — Sureste de Europa
- Salticus unicolor (Simon, 1868) — Corfú
- Salticus unispinus (Franganillo, 1910) — Portugal
- Salticus zebraneus (C. L. Koch, 1837) — Paleártico

- Datos: Q1720738
- Multimedia: Salticus / Q1720738
- Especies: Salticus